# Ибн Аль Хайсам (лунный кратер)
Кратер Ибн Аль Хайсам (лат. Alhazen) — крупный ударный кратер в области восточного побережья Моря Кризисов на видимой стороне Луны. Название присвоено в честь арабского математика, механика, физика и астронома Абу Али ал-Хасана ибн ал-Хайсама ал-Басри (987—1038) и утверждено Международным астрономическим союзом в 1935 г. Образование кратера относится к раннеимбрийскому периоду.

## Описание кратера

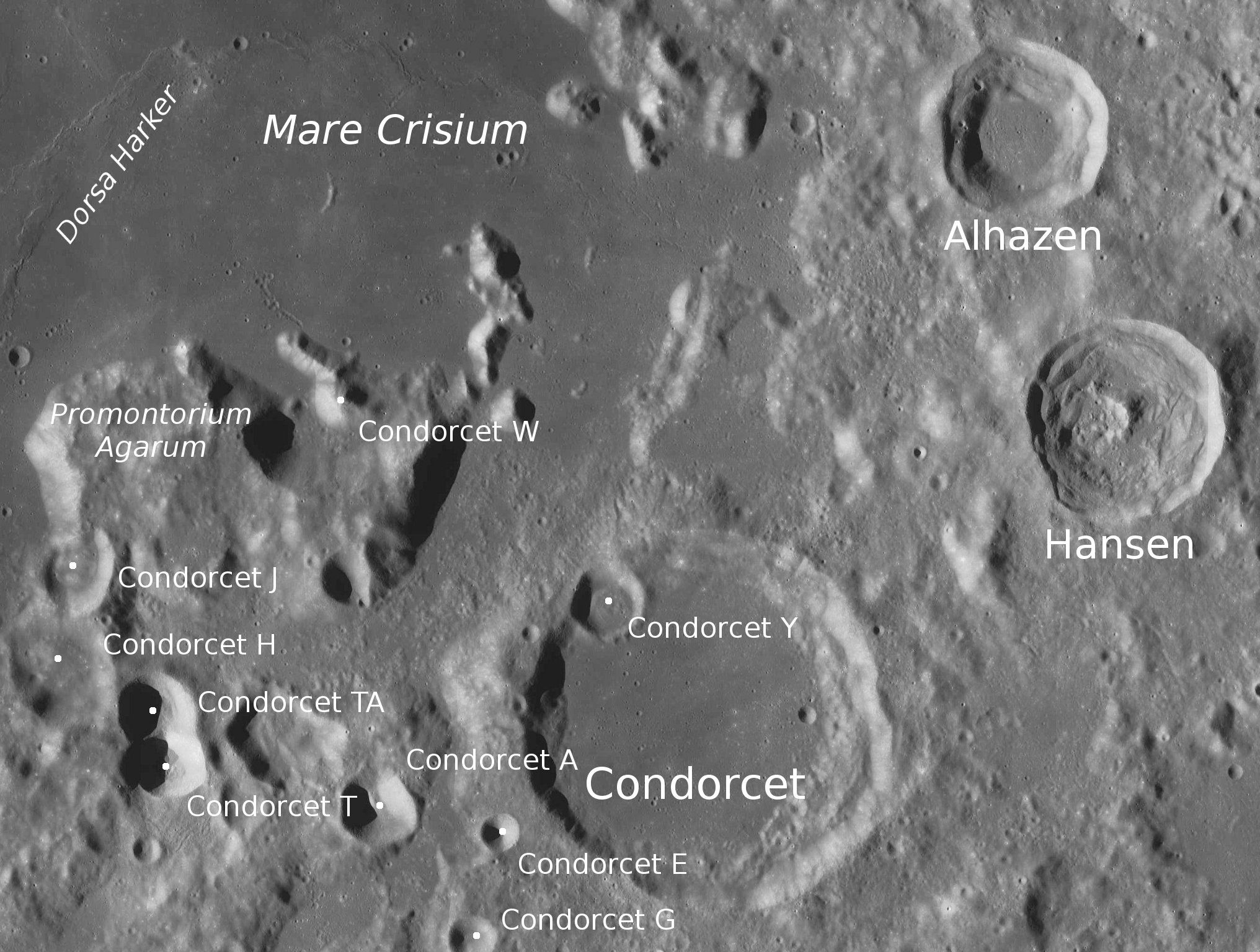
Снимок Lunar Reconnaissance Orbiter.

Ближайшими соседями кратера являются кратер Ганзен на юге-юго-востоке и кратер Кондорсе на юго-западе. На западе от кратера Ибн Аль Хайсам находится Море Кризисов; на северо-западе Море Змеи; на юге Море Волн. Селенографические координаты центра кратера 15°55′ с. ш. 71°50′ в. д. / 15,91° с. ш. 71,83° в. д., диаметр 34,7 км, глубина 2,17 км.
Кратер имеет полигональную форму и значительно разрушен. Высота вала над окружающей местностью достигает 940 м, объем кратера составляет приблизительно 700 куб.км. Дно чаши плоское, без приметных структур. К южной части кратера примыкает невысокий хребет тянущийся к кратеру Ганзен.

## Сателлитные кратеры

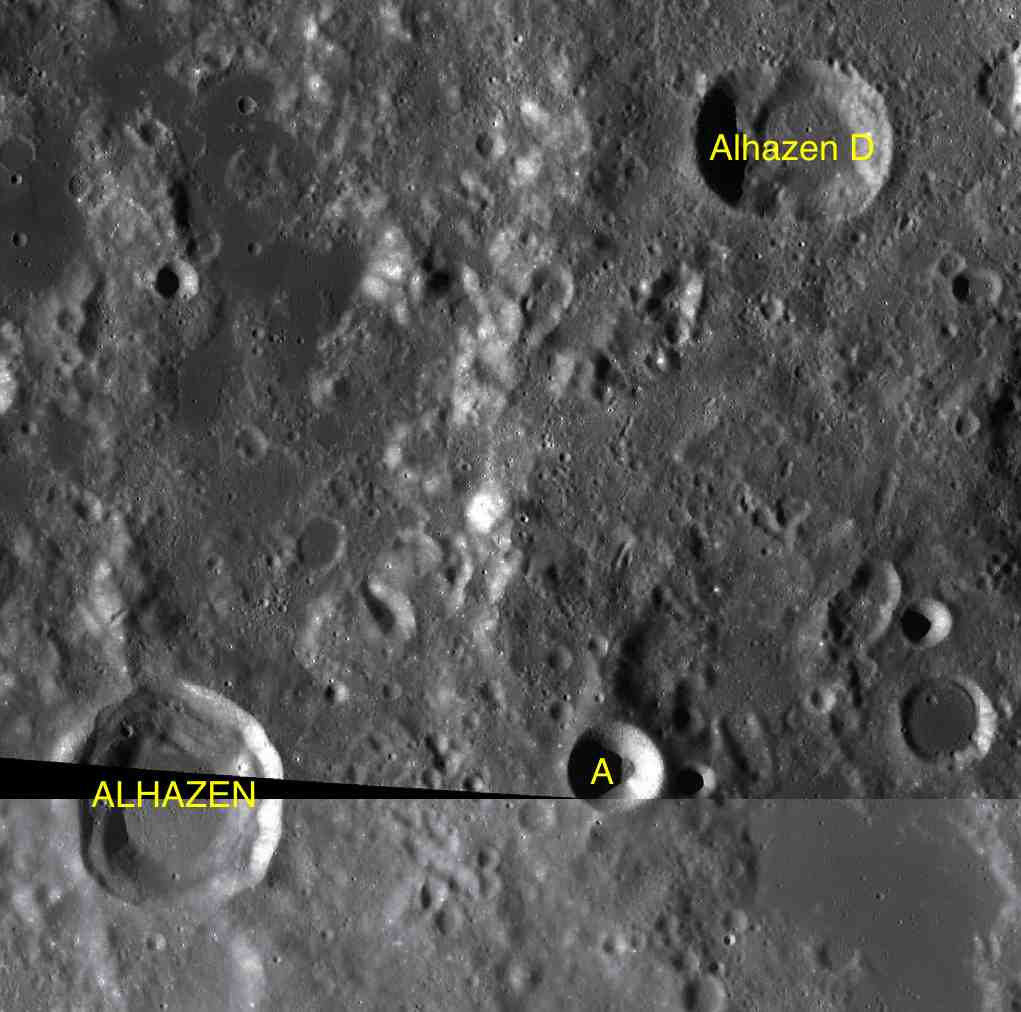
Фрагменты карт LAC-45, LAC-63.

| Ибн Аль Хайсам | Координаты                                            | Диаметр, км |
| -------------- | ----------------------------------------------------- | ----------- |
| A              | 16°10′ с. ш. 74°18′ в. д. / 16,17° с. ш. 74,3° в. д.  | 16,1        |
| D              | 19°41′ с. ш. 75°10′ в. д. / 19,68° с. ш. 75,17° в. д. | 34,2        |